# Södra Prästholm
Södra Prästholm is een dorp (småort) binnen de Zweedse gemeente Luleå. Het is gelegen op een schiereiland in de Råneälven. Ter plaatse van het dorp ligt een stroomversnelling Prästholmforsen, waarbij het water uit de Prästholmfjord verder de Rånerivier in stroomt. De fjord lag vroeger aan zee, nu in het binnenland als een verbreding van de rivier.
Aan de overzijde van de rivier ligt het veel kleinere Norra Prästholm.
Inclusief omstreken heeft "Groot Prästholm" rond de 215 inwoners.
Bestuurscentrum: Luleå (Tätort)
Tätort: Alvik · Antnäs · Bälinge · Bensbyn · Bergnäset · Brändön · Ersnäs · Gammelstad · Jämtön · Kallax · Karlsvik · Klöverträsk · Måttsund · Persön · Råneå · Rutvik · Södra Sunderbyn
Småort: Ale · Ängesbyn · Avan · Björknäs en Harrviken · Björsbyn · Böle · Börjelslandet · Brännan · Bränslan · Fällträsk · Gäddvik · Hagaviken · Midbyn · Mörön · Niemisel · Norra Gäddvik · Örarna · Reveln · Smedsbyn · Södra Prästholm · Sundom · Vitå
Overig: Alhamn · Skäret · Niemiholm